# Uruguai nos Jogos Pan-Americanos de 1955
O Uruguai competiu nos Jogos Pan-Americanos de 1955 na Cidade do México de 12  a 16 de março de 1955. Conquistou nove medalhas nesta edição.